# Трейдуб Порфирій Омелянович
Порфирій Омелянович Трейдуб (1897–1937) — російський радянський письменник, журналіст, партдіяч. Редактор газети «Краматорська домна» (рос. Краматорская домна) — першого масового видання міста.

## Біографія
Народився в Запоріжжі в сім'ї вантажника. Завдяки допомозі родичів разом із братом Гавриїлом закінчив гімназію. В 1913 році переїхав у Донбас влаштувався на завод Краматорського металургійного товариства (КМО), працював молотобійцем, потім долбежнік на Старокраматорському машинобудівному заводі. В 1917 році увійшов до Комунвстичної партії. Був партизаном, боровся проти кайзерівських військ. Потім служив у продзагони в сусідньому Олександрівському районі. До 1922 року — оперуповноважений ЧК, командир загону по боротьбі з бандитизмом у Краматорському та Слов'янському районах. У його підпорядкування входили 300 шабель і броньовик.
1920 року його відкликають в Краматорськ як фахівця-робітника, але потім відразу ж призначають уповноваженим місцевої ЧК по боротьбі з бандитами в Слов'янському районі.
У 1922 р. почав писати замітки про завод в газеті «Кочегарка». Через рік на першій нараді робкорів був обраний редактором газети «Краматорська домна» — першого масового видавництва міста. Тоді ж взяв участь у першому губернському з'їзді робкорів Донбасу, був обраний членом президії.
У 1924 році в журналі «Забой» був надрукований його оповідання «Розряди начальника Колебаева». У грудні 1926 року у зв'язку з важким захворюванням переходить на господарську роботу але не пориває зв'язку з газетою і журналом «Забой». У цьому журналі він публікує ряд оповідань: «Радісна земля», «Мати» та інші в яких показував зміни, які відбуваються в житті робітничого класу. Після цього його запросили до редакції популярної газети «Кочегарка», і він з родиною переїхав в Артемівськ. Протягом 1920-х його доля була пов'язана з друкованою діяльністю.  
У середині 30-х — директор Сталінградського номерного заводу. Його брат Гавриїл, директор сталінградського заводу «Червоний Жовтень», член ЦК і один Орджонікідзе був репресований у 1938 році. Порфирія викликали в НКВС для допитів. Розуміючи, що його чекає, в березні 1937 р. вчинив самогубство.